# Cheumatopsyche chimaira
Cheumatopsyche chimaira là một loài Trichoptera trong họ Hydropsychidae. Chúng phân bố ở vùng Indomalaya.